# ماتیلدا ۲
تانک پیاده‌نظام مارک II، معروف به ماتیلدا II یک تانک پیاده‌نظام بریتانیایی در جنگ جهانی دوم بود.
طراحی این تانک با نام اولیهٔ A12 در سال ۱۹۳۶ آغاز شد. این تانک، نمونهٔ بزرگ‌تر و پیشرفته‌تر از اولین تانک پیاده‌نظام بریتانیایی با نام مارک I، یا A1 ملقب به ماتیلدا I طراحی شد.
ماتیلدا II با زره سنگین خود یک تانک عالی برای همراهی و پشتیبانی از پیاده‌نظام بود اما سرعت پایین و تسلیحات نسبتاً محدودی داشت. این تانک، تنها تانک انگلیسی بود که از آغاز جنگ تا پایان آن مشغول خدمت بود. تنها دو مورد از آن‌ها با شروع جنگ جهانی دوم در سال ۱۹۳۹ در دسترس بود. این تانک در اوایل ۱۹۴۱ در خط مقدم با تانک پیاده‌نظام سبک و کم هزینهٔ مارک III والنتین (Infantry Tk Mk III Valentine) جایگزین شد.

## انواع

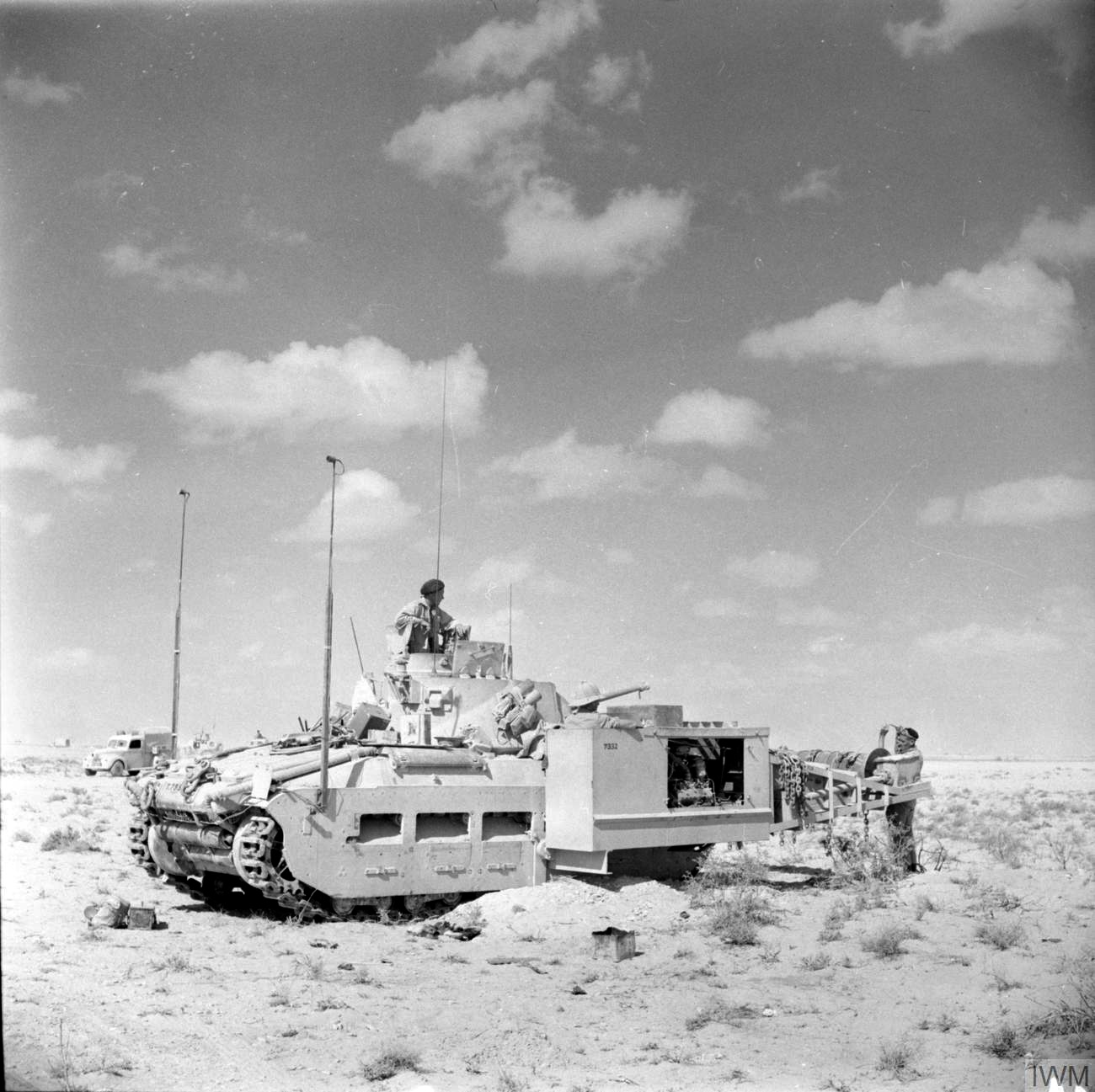
ماتیلدا عقرب در شمال آفریقا، ۱۹۴۲

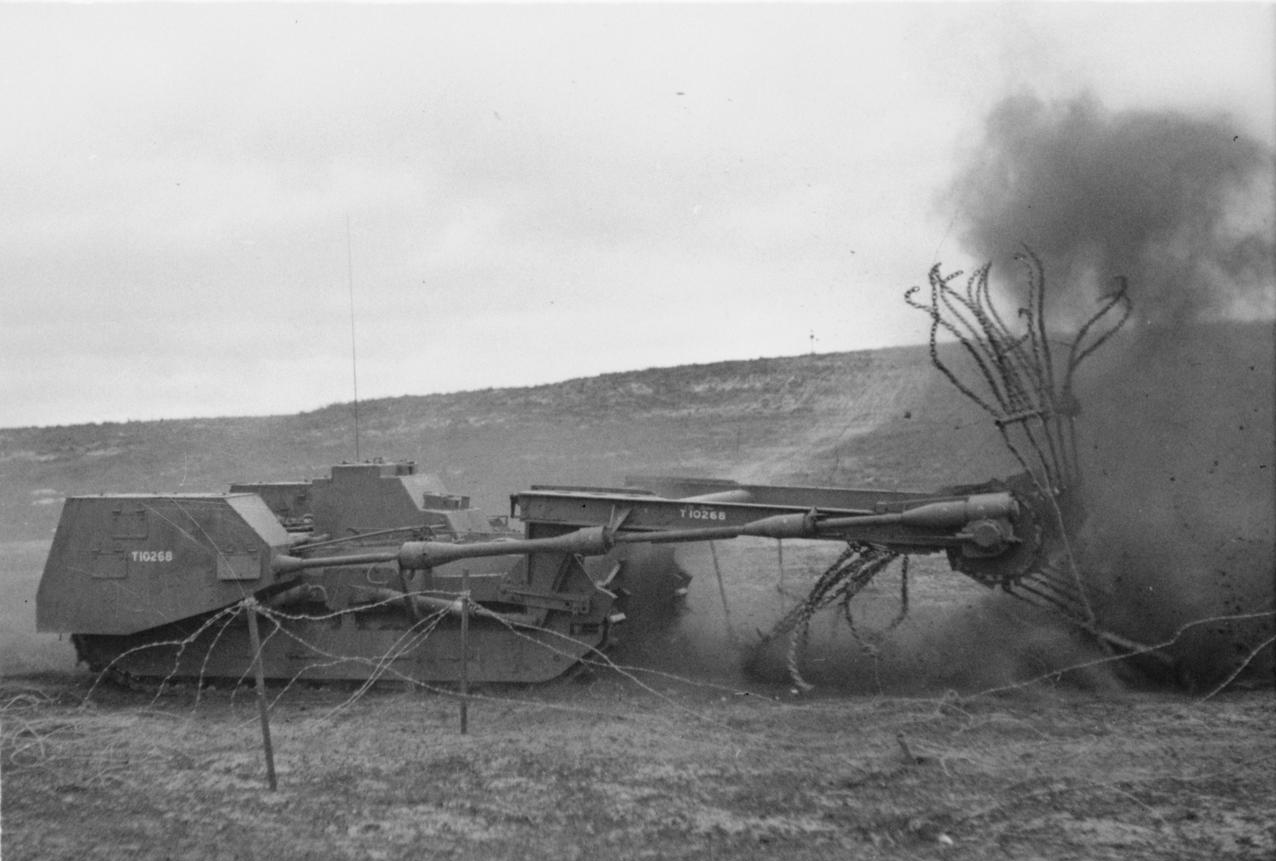
ماتیلدا بارون در حال آزمایش

- تانک پیاده‌نظام Mark II (ماتیلدا II)[۵]

اولین مدل تولیدی مسلح به مسلسل ویکرز.
- تانک پیاده‌نظام Mark II. A. (Matilda II Mk II)[۵][۸]

مسلسل ویکرز با مسلسل Besa جایگزین شد. "A" نشان دهنده تغییر در تسلیحات بود.
- تانک پیاده‌نظام Mark II. A. * (Matilda II Mk III)[۵][۸]

موتور دیزل لیلاند جدید به جای موتورهای AEC.
- تانک پیاده‌نظام Mark II (Matilda II Mk IV)[۸]

با موتورهای پیشرفته، بدنه مستحکم و بدون لامپ برجک

### انواع دیگر و تغییرات میدانی

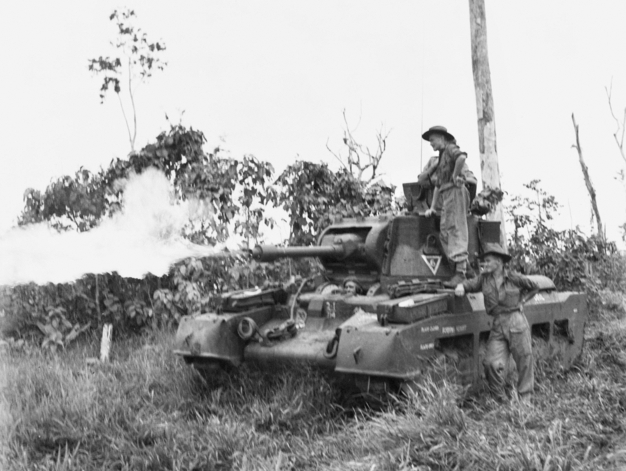
ماتیلدا قورباغه در موروتای، ژوئن ۱۹۴۵

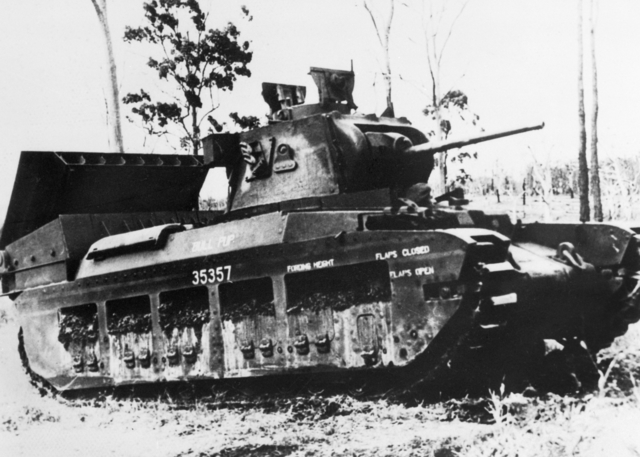
ماتیلدا خارپشت

بریتانیا
- بارون I , II , III , IIIA

- ماتیلدا عقرب I / II

در شمال آفریقا، در طول و پس از نبرد العلمین استفاده شد.
- استرالیا

- ماتیلدا قورباغه (۲۵)